# Vassyl Hrytsak
Vassyl Serhiovytch Hrytsak (ukrainien : Василь Сергійович Грицак), né le 14 janvier 1967 dans l'oblast de Rivne (RSSU), est le chef du Service de sécurité d'Ukraine (SBU).

## Biographie
Vassyl Hrytsak est un général des Forces armées de l'Ukraine. 
Il est devenu le chef intérimaire du SBU le 18 juin 2015, en remplacement de Valentyn Nalyvaichenko. Le Conseil suprême a approuvé sa nomination le 2 juillet.
En 2005-2009, Vassyl Hrytsak était à la tête des départements régionaux du SBU de Kiev et de l'oblast de Kiev. En 2009-2010, il a dirigé le département « K » du SBU (dans la lutte contre la corruption et le crime organisé).